# Jerrelle Benimon
Jerrelle Carlton Benimon (Warrenton, 1º agosto 1991) è un ex cestista statunitense.

## Palmarès
- All-NBDL First Team (2015)
- All-NBDL All-Rookie First Team (2015)